# Harald Adamsson

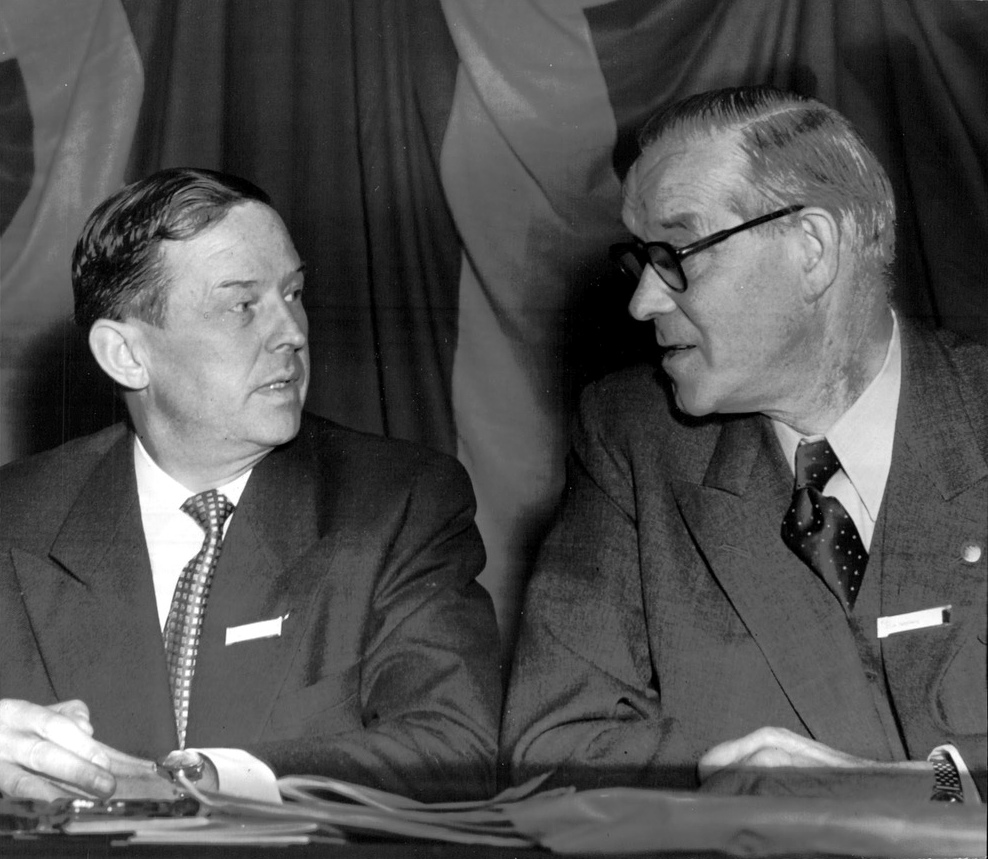
Harald Adamsson (till vänster) i samspråk med Elis Sandberg.

Harald Adamsson, född 11 november 1896 i Eskilstuna Fors församling, död 9 september 1972 i Stockholm, var en svensk fackföreningsman. Han var ordförande i TCO 1947–1960. 
Adamsson inledde sin fackliga bana som ombudsman i SIF 1936 och blev chef för förbundsexpeditionen 1939–1962 och ordförande 1954–1964. Därutöver var han ledamot av Arbetsdomstolen 1947–1962 och stadsfullmäktig i Stockholm (S) 1931–1950. Han arbetade aktivt för en stark tjänstemannarörelse och genomförde huvudavtalet med SAF 1957, tjänstemannarörelsens första "Saltsjöbadsavtal". Adamsson var också ledande kraft för linje 3 (frivillig tilläggspension) vid folkomröstningen i pensionsfrågan 1957.